# Liste der Geotope im Landkreis Oberallgäu
Diese Liste der Geotope im Landkreis Oberallgäu verzeichnet alle dort bekannten vorliegenden (Stand August 2016: 85) Geotope. Die Liste enthält die amtlichen Bezeichnungen für Namen und Nummern des Bayerischen Landesamts für Umwelt (LfU) sowie deren geographische Lage. Im Geotopkataster Bayern sind etwa 3.400 Geotope (Stand: März 2020) erfasst.
| Name                                                             | Bild           | Geotop ID | Gemeinde / Lage               | Geologische Raumeinheit      | Beschreibung | Fläche m² / Ausdehnung m | Geologie | Aufschlussart                  | Wert               | Schutzstatus                                             | Bemerkung                                     |
| ---------------------------------------------------------------- | -------------- | --------- | ----------------------------- | ---------------------------- | --- | ------------------------ | --- | ------------------------------ | ------------------ | -------------------------------------------------------- | --------------------------------------------- |
| Steinbruch An der Schanz N von Burgberg                          | weitere Bilder | 780A001   | Burgberg im Allgäu Position   | Allgäuer Alpen               | Aufgeschlossen ist ein nordvergenter Sattel mit anschließender Schuppenzone im Südhelvetikum der Grüntenteildecke. Der Aufschluss zeigt mit einer vollständigen Schichtfolge auf engem Raum den Sedimentationsverlauf und das tektonische Bild im Helvetikum. Der Abbau wurde eingestellt, die Grubensohle ist rekultiviert. | 42500 250 × 170          | Typ: Standard-/Referenzprofil, Falte/Mulde/Sattel Art: Sandstein, Kalkstein, Mergelstein                                    | Steinbruch                     | wertvoll           | kein Schutzgebiet                                        | Bayerns schönste Geotope Nr. 88               |
| Typlokalität des Liebensteiner Kalks W von Vorderhindelang       |                | 780A002   | Bad Hindelang Position        | Allgäuer Alpen               | Der anstehende Liebensteiner Kalk wird stratigraphisch in die Oberkreide gestellt. Er gehört zum pelagischen Ultrahelvetikum, das hier zwischen Helvetikum und Flysch eingeschuppt ist. Der Abbau ist eingestellt, das Grubengelände umzäunt. Aufschlüsse liegen aber auch am benachbarten Hang. | 300 60 × 5               | Typ: Typlokalität, Schichtfolge Art: Kalkstein                                                                              | Steinbruch                     | wertvoll           | kein Schutzgebiet                                        |                                               |
| Deckenüberschiebung am Oybach SSE von Oberstdorf                 |                | 780A003   | Oberstdorf Position           | Allgäuer Alpen               | Am rechten Bachufer und am Talhang liegt die Überschiebungsgrenze von Allgäudecke auf Rhenodanubischen Flysch. Durch die Deckenüberschiebung Kalkalpin-Flysch im Alttertiär wurden Sedimente unterschiedlich alter und räumlich weit entfernter Räume aufeinander geschoben. Die Deckengrenze bildet gleichzeitig die markante morphologische Grenze zwischen Allgäuer Alpen und Oberstdorfer Becken. | 350 70 × 5               | Typ: Störung, Schichtfolge, Gesteinsart, Störungsquelle, Sinterbildung Art: Mergelstein, Dolomitstein, Kalktuff             | Prallhang/Flussbett/Bachprofil | wertvoll           | Landschaftsschutzgebiet                                  |                                               |
| Helvetikum an der Lochbachstraße NW von Tiefenbach               | weitere Bilder | 780A004   | Obermaiselstein Position      | Allgäuer Alpen               | Die Schichtfolge der Grünsandsteine ist z. T. lückenhaft, was typisch ist für den Faziesbereich des Mittelhelvetikums (nach A. Heim, 1916). Ursache dafür sind Hebungen des Meeresbodens während der höheren Unterkreide bis Mittelkreide. Die Schrattenkalkfelswand gibt einen guten Einblick in den Aufbau des Gesteins: Anhäufungen von Bivalven und Korallen, Biogenschuttkalke und kleine Riffe liegen in der ca. 30 Grad geneigten Schichtfolge. | 4000 200 × 20            | Typ: Schichtfolge, Sedimentstrukturen, Tierische Fossilien, Felswand/-hang Art: Kalkstein, Mergelstein                      | Hanganriss/Felswand            | wertvoll           | Landschaftsschutzgebiet, Naturpark                       |                                               |
| Junghansen-Schichten an der Bolgenach SE von Balderschwang       | weitere Bilder | 780A005   | Balderschwang Position        | Allgäuer Alpen               | Aufgeschlossen ist die Schichtfolge der Feuerstätter Decke (stark spezialgefaltete Junghansenschichten) über Aptychenschichten. Der gut 2 m hohe und sehr breite Aufschluss liegt südlich des Bachbettes und ist daher nur bei Niedrigwasser direkt zugänglich. Die eindrucksvolle Faltung ist aber auch vom Nordufer aus gut zu erkennen. | 400 80 × 5               | Typ: Schichtfolge, Falte/Mulde/Sattel Art: Kalkstein, Tonstein                                                              | Prallhang/Flussbett/Bachprofil | wertvoll           | Landschaftsschutzgebiet, FFH-Gebiet, Naturpark           |                                               |
| Falte im Flysch an der Riedbergstraße SW von Obermaiselstein     |                | 780A006   | Obermaiselstein Position      | Allgäuer Alpen               | An der Straßenböschung ist ein überkippter nordvergenter Sattel in Ofterschwanger Schichten lehrbuchhaft aufgeschlossen. Der große Aufschluss liegt direkt an einer starken Steigungsstrecke. Es besteht bei einem Besuch Gefahr durch den Straßenverkehr. | 100 20 × 5               | Typ: Falte/Mulde/Sattel, Gesteinsart Art: Kalkmergelstein                                                                   | Böschung                       | wertvoll           | Landschaftsschutzgebiet, Naturpark                       |                                               |
| Straßenaufschluss im Ultrahelvetikum am Faltenbach in Oberstdorf | weitere Bilder | 780A007   | Oberstdorf Position           | Allgäuer Alpen               | Der gut erhaltene und ausgezeichnet zugängliche Aufschluss 100 m nordnordwestlich der Eissporthalle zeigt ultrahelvetische Leimenschichten. Das mergelige Gestein zerfällt zu schiefrigen Platten. | 200 20 × 10              | Typ: Gesteinsart, Lagerungsverhältnisse Art: Kalkmergelstein                                                                | Böschung                       | wertvoll           | kein Schutzgebiet                                        |                                               |
| Spilit der Arosa-Zone im Wildbachtobel E von Hindelang           | weitere Bilder | 780A008   | Bad Hindelang Position        | Allgäuer Alpen               | An der Felswand oberhalb des Baches treten kissenförmige Gesteinsstrukturen (Pillow-Lava) eines basischen Ergussgesteins auf (Diabasporphyrit). Die Pillow-Struktur weist auf submarinen Erguss hin, Diabasporphyrite (oder - spilite) stellen typische Gesteine der Arosa-Decke. Sie zeigen Neubildung ozeanischer Kruste (erhöhte vulkanische Aktivität) während der Kreidezeit in diesem Sedimentationsraum. In der anhaftenden kontaktmetamorphen Sedimentkruste finden sich Fossilreste (Cenoman). | 500 25 × 20              | Typ: Gesteinsart, Pillows Art: Basalt                                                                                       | Prallhang/Flussbett/Bachprofil | besonders wertvoll | kein Schutzgebiet                                        |                                               |
| Helvetikum-Aufschluss an der Breitachstraße NW von Oberstdorf    | weitere Bilder | 780A009   | Oberstdorf Position           | Allgäuer Alpen               | Der Aufschluss zeigt einen Anschnitt der Geisberg-Burgberg-Antiklinale im Helvetikum. Die Schichtfolge über dem Schrattenkalk (Mittelhelvetikum) zeigt auf engem Raum Abweichungen, die auf Oszillationen des Meeresspiegels und Schichtkondensationen zurückgeführt werden können. | 1000 200 × 5             | Typ: Schichtfolge, Falte/Mulde/Sattel Art: Kalkstein, Sandstein                                                             | Böschung                       | wertvoll           | kein Schutzgebiet                                        |                                               |
| Oberstdorfer Grünsandstein am Burgbichel NW von Oberstdorf       |                | 780A010   | Oberstdorf Position           | Allgäuer Alpen               | Der Härtling Burgbichel liegt am Rand der postglazialen Stillach-Aue. Anstehend ist Oberstdorfer Grünsandstein. Dieser ist eine Regressionsbildung im helvetischen Faziesraum während des Paläozäns. Der sehr große und sehr gut erhaltene Aufschluss im kompakten Sandstein wird als Klettergarten genutzt. | 3900 60 × 65             | Typ: Gesteinsart Art: Sandstein                                                                                             | Steinbruch                     | wertvoll           | kein Schutzgebiet                                        |                                               |
| Steinbruch Wup ESE von Rettenberg                                |                |           | Rettenberg Position           | Allgäuer Molasse-Vorberge    | Der Aufschluss liegt am N-Flügel der hier endenden Murnauer Mulde. Aufgeschlossen ist das Profil von Oberen Tonmergelschichten über die gesamten Bausteinschichten bis zur Basis der Weißach-Schichten. Die Bausteinschichten sind durch ein Tonmergelpaket zweigeteilt. Sie enthalten häufig Sedimentstrukturen und Pflanzenhäcksel. | 24000 400 × 60           | Typ: Schichtfolge, Sedimentstrukturen Art: Sandstein, Tonmergelstein                                                        | Steinbruch                     | wertvoll           | Landschaftsschutzgebiet                                  | Möglicherweise vom LfU gestrichen (Okt. 2018) |
| Obere Meeresmolasse N von Rieggis                                |                | 780A012   | Waltenhofen Position          | Allgäuer Molasse-Vorberge    | Der Straßenaufschluss zeigt Konglomerate der Oberen Meeresmolasse im Bereich der Hauchenberg-Schuppe (nördlicher Bereich der Faltenmolasse). Austernkonglomerat ist in einem 0,8 bis 1 m mächtigen Horizont konzentriert. | 750 50 × 15              | Typ: Tierische Fossilien, Gesteinsart Art: Konglomerat                                                                      | Böschung                       | wertvoll           | kein Schutzgebiet                                        |                                               |
| Aufschlüsse im Kollerbachtal NW von Kempten                      |                | 780A013   | Wiggensbach Position          | Iller-Lech-Jungmoränenregion | Die Prallhänge am Kollerbach zeigen die typische Schichtfolge der Oberen Süßwassermolasse im Bereich des Adelegg-Schwemmfächers. Die gebirgsnahe Radialschüttung weist einen hohen grobklastischen Anteil auf. Diskordanzen, Kalkkrusten und Fossilien weisen auf das Klima und die Sedimentationsbedingungen hin. Im Bachbett ist Schieferkohle aufgeschlossen. | 225000 1500 × 150        | Typ: Schichtfolge, Sedimentstrukturen, Tierische Fossilien, Schlucht Art: Konglomerat, Mergelstein, Braunkohle              | Prallhang/Flussbett/Bachprofil | wertvoll           | kein Schutzgebiet                                        |                                               |
| Ehem. Steinbruch S von Buchenberg                                |                | 780A014   | Buchenberg Position           | Iller-Lech-Jungmoränenregion | Der Aufschluss liegt ca. 2 km nördlich des tektonischen Alpenrandes. Die Schichten fallen hier noch mit 40–50 Grad nach Norden ein. Aufgeschlossen sind grobe Konglomerate der Oberen Süßwassermolasse im Wechsel mit feinen bis groben Sandsteinen in dünnen Platten. Kristalline Gesteine sind mit einem deutlichen Anteil (5–10 %) vertreten. | 4000 100 × 40            | Typ: Gesteinsart Art: Konglomerat, Sandstein                                                                                | Steinbruch                     | bedeutend          | kein Schutzgebiet                                        |                                               |
| Nagelfluh-Felswand am Burgstall NNE von Wagegg                   | weitere Bilder | 780A015   | Haldenwang Position           | Iller-Lech-Jungmoränenregion | Der auf Oberer Süßwassermolasse auflagernde konglomerierte Schotter bildet ein nach Süden steilwandiges Plateau. Über dem Schotter lagert alt-pleistozäne verfestigte Moräne. Klüfte und Flexuren gehen auf Setzungen im Sediment zurück. Östlich der Burgruine liegt eine Höhle im verfestigten Schotter. | 7200 120 × 60            | Typ: Schichtfolge, Felswand/-hang Art: Konglomerat                                                                          | Hanganriss/Felswand            | wertvoll           | kein Schutzgebiet                                        |                                               |
| Rauhenstein am Blender NW von Eschachberg                        |                | 780A016   | Buchenberg Position           | Iller-Lech-Jungmoränenregion | Die löchrige, kalkig gebundene und schlecht sortierte Nagelfluh ist von der liegenden Oberen Süßwassermolasse deutlich abgesetzt. Es handelt sich um die höchstgelegenen Reste eines ältest-pleistozänen Schotterstrangs im westlichen Alpenvorland. | 6250 250 × 25            | Typ: Gesteinsart, Felskuppe Art: Konglomerat                                                                                | Felshang/Felskuppe             | wertvoll           | kein Schutzgebiet                                        |                                               |
| Aufschlüsse in der Weißachschlucht NE von Steibis                |                | 780A018   | Oberstaufen Position          | Allgäuer Molasse-Vorberge    | Im Tobel sind ältere Weißach-Schichten erschlossen. Die Weißach-Schichten sind die tiefsten, rein fluviatil- terrestrischen Schichten der Unteren Süßwassermolasse. Der Bereich westlich der Iller gehört zum Hochgratschuttfächer, dem Schwemmfächer eines oligozänen bis miozänen Ur-Iller-Flusssystems. Der geringe bis fehlende Konglomeratanteil stellt die Aufschlüsse im Weißach-Tobel in den Bereich der Graufazies. Dieser Faziesbezirk ist zum Schüttungszentrum vorgelagert (Hochgratfazies). | 315000 900 × 350         | Typ: Typlokalität, Schlucht Art: Mergelstein, Sandstein                                                                     | Prallhang/Flussbett/Bachprofil | wertvoll           | FFH-Gebiet, Naturpark                                    |                                               |
| Typlokalität der Steigbach-Schichten SW von Immenstadt           |                | 780A019   | Immenstadt im Allgäu Position | Allgäuer Molasse-Vorberge    | Im Steigbachtobel sind die höheren Steigbachschichten (Untere Süßwassermolasse) erschlossen. Es handelt sich um Ablagerungen eines Ur-Iller-Flusssystems. Der Tobel bildet den Übergang vom Hängetal des Steigbaches zum glazial übertieften Haupttal von Iller und Konstanzer Ach. | 24000 600 × 40           | Typ: Typlokalität, Schlucht Art: Konglomerat, Mergel, Sandstein                                                             | Prallhang/Flussbett/Bachprofil | wertvoll           | Naturpark                                                |                                               |
| Aufschluss am Bahneinschnitt NW von Sulzbrunn                    |                | 780A020   | Sulzberg Position             | Iller-Lech-Jungmoränenregion | Der Bahneinschnitt zeigt glaukonitische Sandsteine der Obere Meeresmolasse und ist reich an Fossilien. | 1300 130 × 10            | Typ: Gesteinsart, Tierische Fossilien Art: Sandstein                                                                        | Böschung                       | bedeutend          | kein Schutzgebiet                                        |                                               |
| Kiesgrube SW von Josereute                                       |                | 780A021   | Oy-Mittelberg Position        | Iller-Lech-Jungmoränenregion | In der inzwischen weitgehend verfüllten Kiesgrube war ein Sattel in würmzeitlichen Vorstoßschottern sichtbar, entstanden durch Stauchung durch den vorrückenden Iller-Vorlandgletscher (Abb. 3 + 4: 2007). Im Kern des Sattels war rißzeitliche Moräne aufgeschlossen. Heute - 2016 - ist nur noch ein kleiner Rest der würmzeitlichen Schotter (mit Sanden und Schluffen) erhalten. | 600 40 × 15              | Typ: Sedimentstrukturen, Schichtfolge Art: Schotter, Moräne                                                                 | Kiesgrube/Sandgrube            | bedeutend          | kein Schutzgebiet                                        |                                               |
| Nagelfluhfelsen NW von Sommersberg                               |                | 780A022   | Dietmannsried Position        | Iller-Lech-Region            | Der Aufschluss zeigt Mindelmoräne über Mindelvorstoß-Schotter. Die Felsbildung liegt am ausgeschilderten Wanderweg Bockrundweg. | 300 30 × 10              | Typ: Schichtfolge, Felswand/-hang Art: Konglomerat                                                                          | Hanganriss/Felswand            | wertvoll           | Landschaftsschutzgebiet, FFH-Gebiet                      |                                               |
| Leybachtobel E von Altstädten                                    |                | 780A024   | Sonthofen Position            | Allgäuer Alpen               | Östlich von Altstätdten liegen im Leybachtobel gute Flyschaufschlüsse. Im unteren Teil des Profils sind gradierte Schichtung und Faltenbildungen zu sehen. Im höheren Teil hat sich im kompakteren Sandstein eine Wasserfallstufe gebildet. In mehreren Stufen überwindet der Bach etwa 20 Höhenmeter. | 22500 450 × 50           | Typ: Gesteinsart Art: Sandstein, Mergelstein, Kalksandstein                                                                 | Prallhang/Flussbett/Bachprofil | bedeutend          | kein Schutzgebiet                                        |                                               |
| Judenkirche NE von Tiefenbach                                    | weitere Bilder | 780A025   | Oberstdorf Position           | Allgäuer Alpen               | Schrattenkalk steht in Form eines Felstores an, das der Rest eines Höhleneinsturzes ist. Das Felstor steht an einem rutschaktiven Steilhang, an den Pfeilern sind Harnischflächen auszumachen, am rechten Pfeiler eine 3 m breite Ruschelzone, der Schrattenkalk ist gebankt. | 30 15 × 2                | Typ: Gesteinsart, Karst-Halbh./Naturbrücke Art: Kalkstein                                                                   | Hanganriss/Felswand            | wertvoll           | Naturdenkmal                                             |                                               |
| Molasse-Wand NW von Seltmans                                     | weitere Bilder | 780A026   | Weitnau Position              | Allgäuer Molasse-Vorberge    | Aufschlusswand mit Konglomeraten, Sand- und Mergelsteinen der Oberen Süßwassermolasse. Der Aufschluss zeigt interessante Sedimentstrukturen, wird aber als Klettergarten genutzt. | 800 80 × 10              | Typ: Gesteinsart, Schichtfolge, Sedimentstrukturen Art: Konglomerat, Sandstein, Mergelstein                                 | Hanganriss/Felswand            | bedeutend          | kein Schutzgebiet                                        |                                               |
| Konglomeratwände NNW von Freundpolz                              |                | 780A027   | Immenstadt im Allgäu Position | Allgäuer Molasse-Vorberge    | Steile und hohe Wände aus extrem grobkörnigen, ungebankten Konglomeraten. Über einen Bergsattel gelangt man in die Schlucht des Scheidbaches, an deren Eingang und ein Stück weit hinab imposante Konglomeratfelsen anstehen. An einer Aushöhlung wurde eine einfache Waldkapelle mit Grabdarstellung errichtet. | 2700 180 × 15            | Typ: Gesteinsart, Sedimentstrukturen, Felswand/-hang, Ausbruchs/Auswitterungshöhle Art: Konglomerat, Mergelstein, Sandstein | Hanganriss/Felswand            | bedeutend          | kein Schutzgebiet                                        |                                               |
| Kohleflöz im Tal des Steinebaches                                |                | 780A028   | Weitnau Position              | Allgäuer Molasse-Vorberge    | Entlang des Steinebaches ist Obere Süßwassermolasse mit zwischengeschalteten Kohleflözen aufgeschlossen. Die bis zu 50 cm mächtigen Kohleflöze enthalten Pflanzenfossilien und befinden sich entlang eines Abschnittes von etwa 40 m. | 200 40 × 5               | Typ: Gesteinsart, Pflanzliche Fossilien Art: Braunkohle, Mergelstein, Konglomerat                                           | Prallhang/Flussbett/Bachprofil | wertvoll           | kein Schutzgebiet                                        |                                               |
| Radiolarite am Stuibenfall im Oytal SE von Oberstdorf            | weitere Bilder | 780A029   | Oberstdorf Position           | Allgäuer Alpen               | An einer Wand aus leicht verfalteten, roten und schwarzen Radiolariten fällt der Stuibachfall 25 m in die Tiefe. | 300 30 × 10              | Typ: Wasserfall, Gesteinsart Art: Radiolarit                                                                                | Prallhang/Flussbett/Bachprofil | wertvoll           | Naturschutzgebiet, FFH-Gebiet, Vogelschutzgebiet         |                                               |
| Steigbach-Schichten am Mittagberg S von Immenstadt               |                | 780A030   | Blaichach Position            | Allgäuer Molasse-Vorberge    | In der Nähe der Mittag-Bergstation befindet sich dieser eindrucksvolle Aufschluss in einer Wechsellagerung von Konglomeraten und Sandsteinen der Steigbach-Schichten. | 40 20 × 2                | Typ: Schichtfolge, Sedimentstrukturen, Gesteinsart Art: Konglomerat, Sandstein, Mergel                                      | Böschung                       | wertvoll           | Landschaftsschutzgebiet, Naturpark                       |                                               |
| Hauptdolomit-Falten am Wiedemerkopf im Hintersteiner Tal         |                | 780A031   | Bad Hindelang Position        | Allgäuer Alpen               | Der Wiedemerkopf besteht zum Großteil aus Hauptdolomit, der während der Oberen Trias in einer Lagune (geringe Wasserzirkulation, hohe Salinität) mit einer Mächtigkeit von bis zu 2000 m abgelagert wurde. Da der Hauptdolomit stark zerklüftet ist, zerfällt er in kleine Stücke, die an den Bergflanken große Schuttfächer bilden. Der Scheitel einer nahezu liegenden Falte weist nach NW, der Hauptrichtung des alpidischen Deckenschubes dieser Region. | 60000 300 × 200          | Typ: Falte/Mulde/Sattel, Störung, Schichtfolge Art: Dolomitstein, Kalkstein, Mergelstein                                    | Hanganriss/Felswand            | wertvoll           | Naturschutzgebiet, FFH-Gebiet, Vogelschutzgebiet         |                                               |
| Deckengrenze am Hornbachjoch SE von Oberstdorf                   |                | 780A032   | Oberstdorf Position           | Allgäuer Alpen               | Am Hornbachjoch ist die flach liegende Überschiebung der Deckengrenze zwischen Allgäu- und Lechtaldecke aufgeschlossen. | 500 100 × 5              | Typ: Lagerungsverhältnisse, Störung, Schichtfolge Art: Dolomitstein, Mergelstein, Kalkstein                                 | Hanganriss/Felswand            | wertvoll           | Naturschutzgebiet, FFH-Gebiet, Vogelschutzgebiet         |                                               |
| Aufschluss der Allgäu-Formation zwischen Falkenberg und Rauheck  |                | 780A033   | Oberstdorf Position           | Allgäuer Alpen               | Zentraler Punkt der Typlokalität der Allgäu-Formation. Sie ist auf einer Strecke von über 2 km am Grat zwischen Falkenberg und Rauheck mit Mergelkalk- und Mergelsteinen an einem Wanderweg aufgeschlossen. | 165000 2200 × 75         | Typ: Typlokalität, Schichtfolge Art: Mergelstein, Kalkstein                                                                 | Hanganriss/Felswand            | besonders wertvoll | Naturschutzgebiet, FFH-Gebiet, Vogelschutzgebiet         |                                               |
| Helvetischer Kieselkalk am ehemaligen Schwefelbad von Tiefenbach |                | 780A034   | Oberstdorf Position           | Allgäuer Alpen               | Das Gebäude des ehemaligen Kneipp- und Schwefelbades von Tiefenbach ist heute ein Hostel. Bei der Neugestaltung der Außenanlagen wurden Drusbergschichten und Kieselkalk des Geißberg-Gewölbes freigelegt. Damit ist hier eine der tiefsten Schichten des Helvetikums im Allgäu leicht zugänglich aufgeschlossen. Der Kieselkalk besteht aus relativ dunklen Kalksteinen mit Quarzsandkörnern und herauswitternden Linsen von Hornstein, die sich teils aus den reichlich vorhandenen Nadeln von Kieselschwämmen gebildet haben. Die Drusbergschichten - südlich des Hauseingangs aufgeschlossen - bestehen aus dunklen, schiefrigen Mergeln mit Kalksteinbänken. Die über Jahrhunderte genutzte Schwefelquelle soll sich unten am Mühlbach befunden haben und heute versiegt sein. | 1200 120 × 10            | Typ: Schichtfolge, Gesteinsart Art: Kieselkalkstein, Mergelstein, Kalkstein                                                 | Hanganriss/Felswand            | wertvoll           | kein Schutzgebiet                                        |                                               |
| Alpiner Buntsandstein am Iseler SSE von Oberjoch                 |                | 780A035   | Bad Hindelang Position        | Allgäuer Alpen               | Am Iseler befindet sich eines der wenigen Vorkommen von Alpinem Buntsandstein im bayerischen Alpenraum. Dieses älteste Sedimentgestein im Allgäu wurde nur in wenigen Fetzen an der Basis der kalkalpinen Decken mitgeschleppt. Der Alpine Buntsandstein wurde in terrestrischen Becken abgelagert. Die Rotfärbung stammt von Eisenoxidüberzügen der Quarzkörner in wüstenähnlichem Milieu. Im Osten der bayerischen Alpen steht stattdessen die zeitgleiche, in marinem Milieu abgelagerte Werfen-Formation an. Von der Bergstation des Iseler-Sessellifts dem Wanderweg nach Osten Richtung Wiedhag-Alpe folgend stehen nach 270 m zwei Bänke auf einer Geländerippe. Nach Norden zu besteht diese Rippe aus dem Alpinen Buntsandstein, der sich in Lesesteinen und einigen Felsen als hellrötlicher bis grauweißer, feinkörniger bis quarzitischer Sandstein zeigt. Der kräftige Bewuchs mit Heidelbeeren zeigt den sauren Boden an. | 2000 100 × 20            | Typ: Schichtfolge, Gesteinsart Art: Sandstein                                                                               | Felshang/Felskuppe             | wertvoll           | Landschaftsschutzgebiet                                  |                                               |
| Kössen-Formation NE vom Prinz-Luitpold-Haus                      |                | 780A036   | Bad Hindelang Position        | Allgäuer Alpen               | Etwa 20 Minuten vom Prinz-Luitpoldhaus auf dem Jubiläumsweg (Via Alpina) zur Bockskarscharte finden sich nach Überwindung eines kleinen Felsriegels reichlich Korallen (Thecosmilia) und vereinzelt Brachiopoden in Lesesteinen im Wanderweg, in einem Schutzstreifen daneben und anstehend in einem mergeligen Hang über dem Wanderweg. Die mergeligen Schichten gehören der Kössen-Formation an. Der massige Kalkstein, der in einer Wand den Weg auf seiner westlichen Seite bis hierher begleitet hat, ist Oberrätkalk. | 2400 40 × 60             | Typ: Tierische Fossilien, Schichtfolge Art: Mergelstein, Kalkstein                                                          | Felshang/Felskuppe             | bedeutend          | Naturschutzgebiet, FFH-Gebiet, Vogelschutzgebiet         |                                               |
| Kössen-Formation in der Traufbachschlucht E von Spielmannsau     |                | 780A037   | Oberstdorf Position           | Allgäuer Alpen               | Die Traufbachschlucht östlich von Spielmannsau verläuft im Aufstieg zuerst im Hauptdolomit. Passiert wird der Pegel Spielmannsau am Traufbach - eine Wasserstands-Messstelle, die auch vor Hochwasser warnt. Bei etwa 1.100 m erweitert sich die Schlucht etwas, der Weg wird schmal und ist in wenig stabilem Gestein über einem Prallhang mühevoll befestigt. Hier stehen schwarzgraue Tonsteine mit eingeschalteten dunklen bituminösen Kalken der Kössen-Formation an. Der weitere Weg bis zum Ende der Schlucht verläuft in Oberrätkalk. | 25000 500 × 50           | Typ: Gesteinsart, Schichtfolge, Prallhang Art: Tonstein, Kalkstein                                                          | Hanganriss/Felswand            | bedeutend          | Naturschutzgebiet, Landschaftsschutzgebiet, FFH-Gebiet   |                                               |
| Exotische Gesteine am Kühberg SE von Oberstdorf                  |                | 780A038   | Oberstdorf Position           | Allgäuer Alpen               | Die Entdeckung exotischer Gesteine - Gneise, Glimmerschiefer, Granite - in den Allgäuer Alpen hat in der Frühzeit der Geologie für große Diskussionen gesorgt. Einer dieser viel beschriebenen Aufschlüsse war der Kühberg bei Oberstdorf, wo Glimmerschiefer und Granit in großen Blöcken und Platten im Wildflysch gefunden wurden. Heute wird für die meisten dieser exotischen Riesenblöcke angenommen, dass sie vom Schelfrand mit Trübeströmen in die Tiefe befördert und in die bunten Konglomeraten der Junghansenschichten (Feuerstätter Flysch) eingebettet wurden. Nimmt man an der Oybelehalle nicht den Weg, der in Serpentinen zum Gasthaus Kühberg führt, sondern den Weg an der Längsseite der Halle entlang in südlicher Richtung, dann zweigt 150 m nach der Halle ein Trampelpfad links ab. Entlang dieses Pfads lassen sich anstehend und in Lesesteinen grünlich angewitterte, helle Glimmerschiefer finden. | 1600 80 × 20             | Typ: Gesteinsart Art: Glimmerschiefer                                                                                       | Hanganriss/Felswand            | wertvoll           | kein Schutzgebiet                                        |                                               |
| Flysch des Gaisalptobels SE von Reichenbach                      |                | 780A040   | Oberstdorf Position           | Allgäuer Alpen               | Beim Aufstieg durch den Gaisalptobel werden zuerst rote Tonsteine und graugrüne Tonmergelsteine der Lahnegraben-Formation (Untere Bunte Mergel), dann Schichten der Kalkgraben-Formation (Zementmergel-Serie) durchquert. Die Kalkbänke innerhalb der Folge aus überwiegend Tonmergeln zeigen Boudinage: Durch Zerrung werden die härteren Bänke in linsenförmige Körper zerteilt und von der Matrix aus schiefrigen Mergeln umflossen. Im höheren Abschnitt des Tobels steht die Wechselfolge aus Feinsandsteinen und Tonsteinen der Rehbreingraben-Formation (Quarzitserie) an. Am Kraftwerk oben hat ein kleinerer Felssturz stattgefunden. | 56000 800 × 70           | Typ: Schichtfolge Art: Sandstein, Quarzit, Tonstein                                                                         | Prallhang/Flussbett/Bachprofil | wertvoll           | kein Schutzgebiet                                        |                                               |
| Schrattenkalk der Herzbergalpe WSW von Obermaiselstein           |                | 780A041   | Obermaiselstein Position      | Allgäuer Alpen               | Am Wanderweg Beslerrunde von der Herzbergalpe nach Osten zum Schwarzenberg finden sich dort, wo im Wald Karren einen angelösten, sehr reinen Kalkstein anzeigen, reichlich Fossilien im Schrattenkalk. Meist handelt es sich um Muscheln oder Schnecken, deren Querschnitte durch die Anwitterung aus dem Kalkstein hervortreten. Im oberen Wegabschnitt sind auf angewitterten Flächen des Kalksteins Onkoide - konzentrische Ablagerungen von Kalk um einen Keim - zu erkennen. Am Anfang des Wegs unten am Waldrand und wieder oben vor den Jagdhütten am Schwarzenberg stehen braun verwitternde Grünsandsteine der über dem Schrattenkalk liegenden (und jüngeren) Garschella-Formation an. | 160 40 × 4               | Typ: Tierische Fossilien, Sedimentstrukturen, Karren/-felder Art: Kalkstein                                                 | Hanganriss/Felswand            | wertvoll           | Landschaftsschutzgebiet, Naturpark                       |                                               |
| Typlokalität des Bolgenkonglomerats W von Obermaiselstein        |                | 780A043   | Bolsterlang Position          | Allgäuer Alpen               | 1829 reisten die britischen Geologen Prof. Sedgwick und Mr. Murchison durch die Ostalpen, examinierten auch die Masse an Kristallingestein am Bolgen und deren Umfeld und kamen zu dem Schluss, dass hier vulkanische Substanz einen festen Block von Gneis hochgehoben hatte und dabei die überlagernden Sedimentgesteine zerbrochen und verstellt wurden. F. v. Lupin hatte 1809 die Kristallingesteine am Bolgen erstmals schriftlich bekannt gemacht. Er vermutete damals richtiger, dass die Kristallingesteine des Bolgen, nachdem der Alpenkalkstein sich abgesetzt hatte, auf einer geneigten Fläche mit dem Wasser und der Schwerkraft hierher transportiert worden waren. Cornelius (1924) benannte die Schichtfolge als Bolgenkonglomerat. Nach heutiger Ansicht handelt es sich um teils sehr große Blöcke, die in Canyons des Schelfabhangs abgelagert wurden und innerhalb der Junghansen-Schichten der Feuerstätter Decke liegen. Auf der Anhöhe oberhalb des Wegs sind Blöcke von Kristallingesteinen anzutreffen. Kristallingesteine des Bolgen sollen auch für das Mauerwerk der Wannenkopfhütte verwendet worden sein.                               | 3600 90 × 40             | Typ: Typlokalität Art: Konglomerat, Granit                                                                                  | Felshang/Felskuppe             | wertvoll           | Landschaftsschutzgebiet, FFH-Gebiet, Naturpark           |                                               |
| Manganschiefer der Allgäu-Formation im Rappenalptal              |                | 780A044   | Oberstdorf Position           | Allgäuer Alpen               | Im hintersten Rappenalptal SW von Oberstdorf quert der Almweg von der Speicherhütte zur Trifthütte bei etwa 1.720 m tiefschwarze Tonsteine. Sie fallen sowohl durch ihre dunkle Farbe als auch durch glänzend polierte Flächen und stahlblaue Beschläge auf. Es handelt sich um die Manganschiefer der Mittleren Allgäu-Formation. Den Tonsteinen sind cm- bis dm-mächtig Sandsteine zwischengelagert. Neben Mangan, das sich allerdings kaum in sichtbaren Mineralien zeigt, enthalten die Manganschiefer hier gelegentlich winzige idiomorphe Quarzkristalle. Sie verraten sich bei sorgfältiger Suche durch ihr Aufblitzen im Sonnenlicht. Von der Endhaltestelle der Buslinie in Birgsau sind es etwas über 3 Stunden und 770 Höhenmeter bis zum Geotop. Schneller ist es mit dem Mountainbike zu erreichen, ab der Speicherhütte aber nur noch auf breitem, aber teils felsigem Weg. | 250 50 × 5               | Typ: Gesteinsart, Schichtfolge, Mineralien Art: Tonstein, Sandstein                                                         | Böschung                       | wertvoll           | Naturschutzgebiet, Landschaftsschutzgebiet, FFH-Gebiet   |                                               |
| Kössen-Formation westlich der Schwarzenberghütte                 |                | 780A045   | Bad Hindelang Position        | Allgäuer Alpen               | Am Almweg von der Schwarzenberghütte zur Käseralpe stehen auf einigen 100 Metern dünn- bis dickbankige Kalksteine und Mergel- mit Tonsteinen der Kössen-Formation an. Die dünnbankigen Kalksteine zeigen schöne Kleinfaltung. In den Wechselfolgen kann sehr gut die weitständige, auf den Schichtflächen senkrecht stehende Klüftung der Mergelsteine und die engständige, im Winkel abknickende Foliation der Tonsteine beobachtet werden. An einer Böschung lässt sich der Inhalt einer Moräne studieren: Typisch ist der weite Korngrößenbereich von großen, angerundeten Blöcken bis zur Sand-, Schluff- und Tonfraktion. | 1250 250 × 5             | Typ: Falte/Mulde/Sattel, Gesteinsart Art: Kalkstein, Mergelstein, Tonstein                                                  | Hanganriss/Felswand            | wertvoll           | Naturschutzgebiet, Landschaftsschutzgebiet, FFH-Gebiet   |                                               |
| Jura, Kreide und Kristallin der Arosa-Zone W der Rotspitz        |                | 780A046   | Bad Hindelang Position        | Allgäuer Alpen               | Die größte Masse an Glimmerschiefern der Arosa-Zone im Allgäu ist - nur weglos und anstrengend zugänglich - hoch oben am Westhang der Rotspitz im Retterschwanger Tal aufgeschlossen. Das Tal ist für den öffentlichen Kfz-Verkehr gesperrt. Zum Aufschluss nimmt man 800 m südlich der Alpe Mitterhaus den Wanderweg zu den Hasenegg-Alpen, steigt aber auf 1.260 m Höhe auf einem Jägersteig Richtung Norden wieder leicht ab. Nach 350 m quert der Steig den in der Karte durchgehend eingezeichneten Wasserlauf, der in einer etwas tiefer eingeschnittenen Runse verläuft. Man folgt weglos der Rippe links der Runse bergauf und sieht nach kurzer Zeit links einen Schuttstrom von der Rotspitz. Weiter auf der Rippe zeigen sich auf 1.330 m jenseits des Schuttstroms gut gebankte, grünlichgraue Mergelkalksteine der Schrambach-Fm. (innerhalb der Arosa-Zone). Eine Stufe mit kleinem Wasserfall oberhalb wird von typisch roten Radiolariten der Ruhpolding-Fm. gebildet. Hat man die Stufe (auf der Rippe!) vorsichtig überwunden, dann stehen wenig oberhalb Glimmerschiefer an. Amphibolit findet sich im Blockschutt daneben. Auf gleichem Weg zurück! | 1000 50 × 20             | Typ: Gesteinsart, Schichtfolge, Lagerungsverhältnisse Art: Glimmerschiefer, Amphibolit, Radiolarit                          | Felshang/Felskuppe             | wertvoll           | Naturschutzgebiet, FFH-Gebiet, Vogelschutzgebiet         |                                               |
| Spilite der Arosa-Zone bei der Gaisalpe                          |                | 780A047   | Oberstdorf Position           | Allgäuer Alpen               | Die Spilite der Arosa-Zone bei der Gaisalpe waren schon Gümbel (1861) bekannt. Die im bayerischen Alpenraum seltenen, für die Arosa-Zone aber typischen Gesteine, sind im steilen Anstieg in Weidegelände vom Wanderweg zum Gaisalpsee aus zu erreichen (oder auf gleicher Höhe weglos SSE haltend von der Richteralpe aus). In dem tropfenförmigen Wäldchen oberhalb von 1.320 m stehen die Spilite, teils mit metallisch glänzenden Scherflächen an. Im benachbarten Wiesengelände liegen Kissen der untermeerisch ausgeflossenen und erstarrten Pillowlaven gleichsam aufgetürmt. Oberhalb des Wäldchens sind in einem Aufschluss in steilem Wiesengelände die Zwickel zwischen den Kissen mit weißen Zeolithen ausgefüllt. An der Grenze zu Kreidemergeln ist kontaktmetamorph Hornfels entstanden. | 7500 150 × 50            | Typ: Gesteinsart, Mineralien Art: Basalt                                                                                    | Felshang/Felskuppe             | wertvoll           | Landschaftsschutzgebiet                                  |                                               |
| Straßenaufschluss in Kojen-Schichten WNW von Rettenberg          |                | 780A048   | Rettenberg Position           | Allgäuer Molasse-Vorberge    | Zwischen Greggenhofen und Humbach quert die Straße einen Zug von bunten Konglomeraten der Kojen-Schichten. Neben den überwiegenden Konglomeraten zeigt der Aufschluss auch Sand- und Mergelsteine. Auf Klüften sind Calcit-Kristalle ausgebildet. Harnischstreifen auf Verwerfungen zeigen die Bewegungsrichtung der Schollen an. | 500 50 × 10              | Typ: Gesteinsart, Störung, Mineralien Art: Sandstein, Konglomerat, Mergelstein                                              | Böschung                       | wertvoll           | kein Schutzgebiet                                        |                                               |
| Spilite der Arosa-Zone am Rothplattenbach NE von Hindelang       |                | 780A049   | Bad Hindelang Position        | Allgäuer Alpen               | Gümbel waren die großartigen Entblössungen (= Aufschlüsse) von Alpenmelaphyr im Rothplattenbach bekannt. Blöcke des Gesteins waren vom Bach bis hinunter in die Nähe der Ostrach transportiert worden. Diese Spilite der Arosa-Zone wurden an mehreren Stellen im Tobel des Rothplattenbachs kartiert. Gut erreichbar sind sie auf einem Weg, der von der nichtöffentlichen Fahrstraße zur Hirschalpe auf 1.300 m Höhe nach Westen abzweigt (und über die Krähenwand zur Hirschalpe führt). Nach der ersten Kurve und Bachüberquerung fällt bald auf, dass stellenweise statt hellem Kalk im Weg auch dunkle Basaltschotter vorkommen. Spilite sind jetzt auch in der Böschung zu finden und in Lesesteinen auch ein ganzes Stück die Rippe zwischen den beiden Bächen hoch. Aus den Spiliten vom Rothplattenbach werden Funde von Zeolithen berichtet. | 10200 170 × 60           | Typ: Gesteinsart, Schichtfolge, Mineralien Art: Basalt                                                                      | Felshang/Felskuppe             | wertvoll           | Landschaftsschutzgebiet                                  |                                               |
| Steinbrüche an der Oberzollbrücke NW von Sonthofen               |                | 780A051   | Ofterschwang Position         | Allgäuer Alpen               | Der Reiselsberger Sandstein war früher ein beliebter Baustein, der in zahlreichen Brüchen im Allgäu gewonnen wurde. Die Serie besteht überwiegend aus Sandsteinen. Tonstein-Zwischenlagen treten stark zurück und bilden oft nur Schichtfugen. Zurückgeführt wird das darauf, dass Trübeströme die feinkörnigen Sedimente der vorhergehenden Ablagerung weitgehend aufgearbeitet haben. An der Oberzollbrücke bei Sonthofen liegen zwei ehemalige Steinbrüche, die wegen ihrer schönen Sohlmarken bekannt wurden. V. Rad (1972) hat ein Bankfolgen-Profil mit Sedimentgefügen aus den Steinbrüchen gezeichnet. Heute sind beide Steinbrüche stark überwachsen. Sohlmarken finden sich aber immer noch auf herumliegenden Sandsteinplatten. Die Wände von steilstehendem Flyschsandstein sind durch Abbau und Abrutschen von Blöcken teils überhängend. Der nördliche Steinbruch ist außerdem recht hoch. Von steinschlaggefährdeten Bereichen fernhalten! Privatgrund respektieren! | 32000 400 × 80           | Typ: Sedimentstrukturen, Gesteinsart Art: Sandstein, Tonstein                                                               | Steinbruch                     | wertvoll           | kein Schutzgebiet                                        |                                               |
| Deckengrenze über der Rappenseehütte SSW von Oberstdorf          |                | 780A052   | Oberstdorf Position           | Allgäuer Alpen               | An der Rotgundspitze über der Rappenseehütte ist die Überschiebungsbahn der Lechtal-Decke auf die Allgäu-Decke weithin sichtbar aufgeschlossen. Heller Hauptdolomit (Trias) der Lechtal-Decke liegt auf verfältelten dunklen Mergelsteinen der Mittleren Allgäu-Formation (Jura). In der Senke zwischen Rotgundspitze und Linkerskopf streicht die Deckenüberschiebung aus. Der Linkerskopf ist aus Kalk- und Mergelsteinen der Unteren Allgäu-Formation aufgebaut. Nach SW zu verschwindet die Überschiebungsbahn unter Schutt des Hauptdolomits und tritt erst wieder südlich des Rappensees - jetzt mehr als 200 m tiefer - zutage. Der Zugang von der Rappenseehütte zum Heilbronner Höhenweg führt unterhalb des Geotops vorbei. Zur Hütte sind es von Birgsau gute 3 1/2 Stunden und 1.140 Höhenmeter. | 50000 500 × 100          | Typ: Störung, Schichtfolge Art: Dolomitstein, Mergelstein, Kalkstein                                                        | Hanganriss/Felswand            | wertvoll           | Naturschutzgebiet, Landschaftsschutzgebiet, FFH-Gebiet   |                                               |
| Schaubergwerk Erzgruben am Grünten NE von Sonthofen              |                | 780G001   | Burgberg im Allgäu Position   | Allgäuer Alpen               | Vom 14. bis zum 19. Jahrhundert wurde am Grünten Eisenerz abgebaut. In dem 80 m langen Stollen der Theresiengrube und dem 25 m tiefen Schacht der Alten-Anna-Grube sind Erzkalke im Nummulitenkalk erschlossen. In einem Museumsdorf kann sich der Besucher über die Geologie, die Geschichte des Bergbaus und über die Eisenverarbeitung informieren. | 160 80 × 2               | Typ: Stollen Art: Kalkstein, Eisenerz                                                                                       | Tunnel/Stollen/Schacht         | wertvoll           | Bodendenkmal, Landschaftsschutzgebiet                    |                                               |
| Pechkohleabbau Kargzeche W von Geratsried                        |                | 780G003   | Missen-Wilhams Position       | Allgäuer Molasse-Vorberge    | Die Kargzeche am Rotheidebach wurde ab 1913 auf ein wenige dm mächtiges Kohleflöz in der Unteren Süßwassermolasse betrieben. Zwei Stollen wurden vorgetrieben, aber die geringe Mächtigkeit und Qualität der Kohle, Wassereinbrüche und andere Schwierigkeiten führten bald wieder zur Einstellung der Arbeiten. Mehrere Male wurde erneut der Abbau in Angriff genommen, jeweils nicht von langer Dauer. 1949 endete der letzte Versuch und damit auch ein Kapitel der Bergbaugeschichte des Allgäus. Heute sind am Rotheidebach kaum noch Spuren des früheren Bergbaus zu finden. Ein Geländeeinschnitt mit Wasseraustritt lässt einen verstürzten Stollen vermuten. An anderer Stelle ist in der Bachböschung ein Holzbalken und darüber kohliger vermutlicher Abraum zu finden. Das Geotop kann vom Wanderparkplatz östlich Trabers aus erreicht werden. | 3000 100 × 30            | Typ: Stollen Art: Braunkohle, Mergelstein                                                                                   | Tunnel/Stollen/Schacht         | bedeutend          | FFH-Gebiet                                               |                                               |
| Sturmannshöhle S von Obermaiselstein                             | weitere Bilder | 780H001   | Obermaiselstein Position      | Allgäuer Alpen               | Die sagenumwobene Schauhöhle ist auch unter dem Namen Sturmatz-Loch bzw. -höhle (mittelhochdeutsch für Lärm) bekannt. Die Höhle liegt an der Schnittstelle von Schichtfuge und steiler Kluft im Schrattenkalk des Schwarzenberg-Gewölbes. Der spaltenförmige Höhlenquerschnitt verläuft auf 150 m annähernd horizontal, um sich dann in einer schachtartigen Halle zu weiten. Dahinter erfolgt die Absenkung bis zum aktiven Karstwasserniveau. 19 m tiefer liegt ein Höhlensee. | 920 460 × 2              | Typ: Karst-Schacht-&Horizontalhöhle Art: Kalkstein                                                                          | Hanganriss/Felswand            | wertvoll           | Landschaftsschutzgebiet, Naturpark                       |                                               |
| Höllochschacht im Mahdtal WSW von Oberstdorf                     |                | 780H002   | Oberstdorf Position           | Allgäuer Alpen               | Das Hölloch ist aktuell (2016) mit 11.346 m vermessener Länge die viertlängste Höhle Deutschlands. Die Höhle weist einen Höhenunterschied von 452 m auf. Der Höhenunterschied im nur etwa 100 m mächtigen verkarsteten Schrattenkalk ergibt sich aus dem Verlauf mit der Schichtneigung. Die nur wenig wasserdurchlässigen Drusbergschichten bilden die Karstbasis. Der Eingangsschacht ist 76,6 m tief und kann nur von erfahrenen Höhlenforschern mit Seil bewältigt werden. Am Fuße des Schachts fließt der Höllochbach. Es gibt von Wasser durchströmte Klammen, Höhlenseen und Wasserfälle. Bei der Schneeschmelze und bei Starkregen entwässert das gesamte obere Mahdtal in die Höhle und setzt sie unter Wasser. Das Wasser des NW-SE-verlaufenden Höhlensystems verlässt die Höhle auf 1040 m an der Sägebachquelle im Schwarzwasserbachtal (Vorarlberg). Vom Mahdtalhaus im Kleinwalsertal ist der mit Seilgeländer gesicherte Höllochschacht in etwa 1 1/2 Std. zu Fuß zu erreichen. | 34038 11346 × 3          | Typ: Karst-Schacht-&Horizontalhöhle Art: Kalkstein                                                                          | Höhle                          | besonders wertvoll | Naturschutzgebiet, FFH-Gebiet, Vogelschutzgebiet         |                                               |
| Karstquellen im Christlessee SSE von Oberstdorf                  | weitere Bilder | 780Q001   | Oberstdorf Position           | Allgäuer Alpen               | Der kreisrunde Christlessee wird von mehreren unterseeischen Karstquellen sowie einen oberirdischen Zufluss gespeist. Die unwirklichen Farben, die sich je nach Sonneneinstrahlung von türkis über grün bis hin zu schwarz ändern können, werden wahrscheinlich durch Algen bedingt. | 10000 100 × 100          | Typ: Verengungsquelle Art: Dolomitstein, Schotter                                                                           | kein Aufschluss                | bedeutend          | Landschaftsschutzgebiet                                  |                                               |
| Jodquelle Sulzbrunn ENE von Sulzberg                             |                | 780Q002   | Sulzberg Position             | Iller-Lech-Jungmoränenregion | Die natürliche Mineralquelle bildete die Grundlage für das ehemalige Iod-Bad Sulzbrunn. Die Quelle ist durch einen (verschlossenen) Schacht zugänglich. Im Quellschacht haben sich eindrucksvolle lebende Tropfsteine aus Mikroorganismen gebildet. | 19 16 × 1                | Typ: Mineralquelle Art: Sandstein, Mergelstein                                                                              | Tunnel/Stollen/Schacht         | besonders wertvoll | kein Schutzgebiet                                        |                                               |
| Gletscherschliff NW von Weiher                                   |                | 780R001   | Rettenberg Position           | Allgäuer Molasse-Vorberge    | Die nach Süden bis Südsüdosten gewandte Luvseite ist stark abgeschliffen, sie zeigt Schrammen und Striemen in Richtung der Eisbewegung. Die steilere Leeseite ist ungleichmäßig ausgebildet und durch das Abreißen frostgelockerter Gesteinspartien rau. Daneben sind einzelne Kolke und Rinnen, welche die Wirkung Schutt führender Gletscherwässer zeigen, zu erkennen. Durch Verwitterung beginnen die Feinstrukturen der Gletschertätigkeit zu verschwinden. | 330 30 × 11              | Typ: Gletscherschliff Art: Konglomerat                                                                                      | Felshang/Felskuppe             | wertvoll           | Naturdenkmal                                             |                                               |
| Seealpsee ESE von Oberstdorf                                     | weitere Bilder | 780R002   | Oberstdorf Position           | Allgäuer Alpen               | In einem glazial etwas übertieften Tal hat sich der Seealpsee gebildet. | 115200 480 × 240         | Typ: Kar Art: Dolomitstein                                                                                                  | Hanganriss/Felswand            | wertvoll           | Naturschutzgebiet, Naturdenkmal, Landschaftsschutzgebiet |                                               |
| Kar mit Gaisalpseen NE von Oberstdorf                            | weitere Bilder | 780R003   | Oberstdorf Position           | Allgäuer Alpen               | Die gut ausgebildete pleistozäne Hochgebirgsform weist u. a. eine 150 m hohe Karstufe auf. | 1320000 1200 × 1100      | Typ: Kar Art: Dolomitstein, Kalkstein, Mergelstein                                                                          | Hanganriss/Felswand            | wertvoll           | Naturschutzgebiet, Landschaftsschutzgebiet, FFH-Gebiet   |                                               |
| Engeratsgund-See ENE von Oberstdorf                              | weitere Bilder | 780R004   | Bad Hindelang Position        | Allgäuer Alpen               | Die seegefüllte Karmulde liegt in leicht erodierbaren Allgäu-Schichten und weist 100 m hohe Karwände auf. | 250000 500 × 500         | Typ: Kar, Felswand/-hang Art: Kalkstein, Mergelstein, Dolomitstein                                                          | Hanganriss/Felswand            | bedeutend          | Naturschutzgebiet, Landschaftsschutzgebiet, FFH-Gebiet   |                                               |
| Starzlach-Klamm NE von Sonthofen                                 | weitere Bilder | 780R005   | Sonthofen Position            | Allgäuer Alpen               | Das tief eingeschnittene Starzlachtal verengt sich beim Übertritt von den Wang- und Dreiangelschichten in die harten Nummulitenkalke zur Klamm. Die Nummulitenkalke sind teilweise vererzt und sehr fossilreich (Großforaminiferen). Bemerkenswert ist eine 150 m lange Trockenklamm mit trockenen Strudellöchern (Wassermühlen). | 12000 400 × 30           | Typ: Klamm, Tierische Fossilien, Gesteinsart, Kolk Art: Kalkstein, Mergelstein                                              | Prallhang/Flussbett/Bachprofil | wertvoll           | Naturdenkmal                                             |                                               |
| Hölltobel W von Gerstruben                                       | weitere Bilder | 780R006   | Oberstdorf Position           | Allgäuer Alpen               | Der Klammanschnitt ist durch zahlreiche Wasserfälle, Grund- und Seitenkolke und eine z. T. extrem geringe Weite (< 1 m) gekennzeichnet. Die Klammbildung ist typisch für die Einmündung von Seitentälern in glazial stärker eingetiefte Haupttäler. | 400 200 × 2              | Typ: Klamm, Wasserfall Art: Dolomitstein                                                                                    | Prallhang/Flussbett/Bachprofil | bedeutend          | Naturschutzgebiet, Naturdenkmal, Landschaftsschutzgebiet |                                               |
| Eisenbreche und Auelesgasse SE von Hinterstein                   | weitere Bilder | 780R007   | Bad Hindelang Position        | Allgäuer Alpen               | Die Ostrach überwindet den Hauptdolomitriegel in einer engen und tiefen Klamm. Ausschlaggebend für die Klammbildung war der Höhenunterschied in der Talsohle oberhalb und unterhalb des Festgesteinriegels. Die höhere Reliefenergie in diesem Talabschnitt bewirkte verstärkte Tiefenerosion. | 30000 1500 × 20          | Typ: Klamm, Wasserfall Art: Dolomitstein                                                                                    | Prallhang/Flussbett/Bachprofil | bedeutend          | Naturschutzgebiet, Naturdenkmal, Landschaftsschutzgebiet |                                               |
| Täschlefall im Hintersteiner Tal                                 |                | 780R008   | Bad Hindelang Position        | Allgäuer Alpen               | Der kleine Täschle-Bach überwindet die 70 m Höhenunterschied an seiner Mündung ins Haupttal mit einem beinahe stufenlosen Wasserfall. | 1500 150 × 10            | Typ: Wasserfall, Störung Art: Kalkstein                                                                                     | Prallhang/Flussbett/Bachprofil | wertvoll           | Naturschutzgebiet, Naturdenkmal, FFH-Gebiet              |                                               |
| Palast-Kar S von Waltrams                                        |                | 780R009   | Weitnau Position              | Allgäuer Molasse-Vorberge    | Nördlichste und tiefstgelegene Karmulde eines Lokalgletscher während des Würmhochglazials im Alpenvorland. | 200000 500 × 400         | Typ: Kar, Sedimentstrukturen, Tierische Fossilien Art: Sandmergelstein                                                      | Hanganriss/Felswand            | wertvoll           | Naturdenkmal                                             |                                               |
| Falltobel W von Niedersonthofen                                  |                | 780R010   | Waltenhofen Position          | Allgäuer Molasse-Vorberge    | Der Bachlauf folgt der glazialen Rinne zwischen den Molasserippen. Ein etwa 30 m hoher Fall ist über eine Steige erschlossen. Trittsicherheit und gutes Schuhwerk erforderlich. | 140000 700 × 200         | Typ: Kerbtal, Wasserfall, Gesteinsart Art: Moräne, Konglomerat, Mergelstein                                                 | Prallhang/Flussbett/Bachprofil | wertvoll           | kein Schutzgebiet                                        |                                               |
| Findling Rabenstein N von Ermengerst                             | weitere Bilder | 780R011   | Wiggensbach Position          | Iller-Lech-Jungmoränenregion | Erratische Blöcke wie der Rabenstein aus Gesteinen der Unteren Süßwassermolasse sind im Bereich des Kemptener Gletschers sehr häufig zu finden. Sie entstammen den quer zur Gletscherfließrichtung streichenden Molassebergen. Benachbart liegen zwei kleine Toteislöcher. | 96 12 × 8                | Typ: Findling Art: Konglomerat                                                                                              | Block                          | bedeutend          | Naturdenkmal                                             |                                               |
| Findling SW von Oberdorf                                         | weitere Bilder | 780R012   | Waltenhofen Position          | Allgäuer Molasse-Vorberge    | Der Findling besteht aus grobem Konglomerat der Unteren Süßwassermolasse. Trotz intensiver landwirtschaftlicher Nutzung treten auch heute noch innerhalb und nördlich der Faltenmolasse stellenweise massenhaft Findlinge auf. | 24 6 × 4                 | Typ: Findling Art: Konglomerat                                                                                              | Block                          | bedeutend          | Naturdenkmal                                             |                                               |
| Findling SW von Langenegg                                        |                | 780R013   | Waltenhofen Position          | Allgäuer Molasse-Vorberge    | Der Findling besteht aus grobem, buntem Konglomerat der Kojenschichten. Erratische Blöcke aus Gesteinen der Unteren Süßwassermolasse sind im Bereich des Kemptener Gletschers sehr häufig zu finden. | 60 10 × 6                | Typ: Findling Art: Konglomerat                                                                                              | Block                          | bedeutend          | Naturdenkmal, Landschaftsschutzgebiet                    |                                               |
| Findling bei Rauhenstein                                         |                | 780R014   | Altusried Position            | Iller-Lech-Jungmoränenregion | Der stark überwachsene Findling besteht aus grobem, buntem Konglomerat der Kojenschichten. Erratische Blöcke aus Gesteinen der Unteren Süßwassermolasse sind im Bereich des Kemptener Gletschers sehr häufig zu finden. Der Findling ist Naturdenkmal und steht auf Privatgrund. Vor dem Betreten des Grundstücks die Eigentümer um Erlaubnis fragen! | 20 5 × 4                 | Typ: Findling Art: Konglomerat                                                                                              | Block                          | bedeutend          | Naturdenkmal                                             |                                               |
| Findling bei Untereinöden                                        |                | 780R015   | Weitnau Position              | Allgäuer Molasse-Vorberge    | Der Block entstammt vermutlich einer Altmoräne des Rheingletschers (Mindel). Geschiebe und Findlinge aus Leitgestein des Gletschernährgebietes, wie der Erratische Block bei Untereinöden, zeigen Fließwege und Verbreitung der Vergletscherung an (Herkunft vermutlich aus dem Rätikon). | 2 2 × 1                  | Typ: Findling Art: Kalkstein                                                                                                | Block                          | wertvoll           | kein Schutzgebiet                                        |                                               |
| Bergrutsch S von Hinterstein                                     | weitere Bilder | 780R016   | Bad Hindelang Position        | Allgäuer Alpen               | Der im September 1964 abgegangene und im Mai 1965 reaktivierte Bergrutsch hatte ca. 1 Mio. m³ Volumen. Die Rutschung wurde durch die tonigen Lagen der Allgäu-Schichten begünstigt. | 375000 1250 × 300        | Typ: Rutschung Art: Kalkstein, Mergelstein, Tonstein                                                                        | Hanganriss/Felswand            | bedeutend          | Naturschutzgebiet, Landschaftsschutzgebiet, FFH-Gebiet   |                                               |
| Breitachklamm SW von Oberstdorf                                  | weitere Bilder | 780R017   | Oberstdorf Position           | Allgäuer Alpen               | Die tiefste Klamm im Allgäu weist Wandhöhen bis zu 80 m auf. Die Anlage erfolgte postglazial längs eines Störungssystems im Schrattenkalk. | 55000 1100 × 50          | Typ: Klamm, Wasserfall, Kolk, Schichtfolge, Störung Art: Kalkstein                                                          | Prallhang/Flussbett/Bachprofil | besonders wertvoll | Naturdenkmal                                             | Bayerns schönste Geotope Nr. 31               |
| Findling Dengelstein SE von Stein                                | weitere Bilder | 780R018   | Durach Position               | Iller-Lech-Jungmoränenregion | Der größte Findling des Kemptener Waldes besteht aus buntem, grobem Konglomerat der Unteren Süßwassermolasse. Im Dengelstein wird ein vorgeschichtlicher Kultplatz vermutet. Der Sage nach soll der Teufel hier immer seine Sense dengeln, wenn schlimme Ereignisse bevorstehen. Das Bodendenkmal ist von einem Wall mit Graben umgeben. Der Findling wurde 2000 freigestellt. | 266 19 × 14              | Typ: Findling Art: Konglomerat                                                                                              | Block                          | bedeutend          | Naturdenkmal, Bodendenkmal, FFH-Gebiet                   | Bayerns schönste Geotope Nr. 15               |
| Morauchelstein NNW von Bodelsberg                                | weitere Bilder | 780R019   | Durach Position               | Iller-Lech-Jungmoränenregion | Die Karrenbildung auf der Gesteinsoberfläche des Findlings aus Konglomeraten der Unteren Süßwassermolasse (Kojenschichten) war namensgebend für den Block (Morauchel= Morchel). Eine Fichten-Pflanzreihe versperrt leider mittlerweile den Blick auf den Findling. | 204 17 × 12              | Typ: Karren/-felder, Findling Art: Konglomerat                                                                              | Block                          | wertvoll           | Naturdenkmal                                             |                                               |
| Findling WSW von Wachsenegg                                      |                | 780R020   | Sulzberg Position             | Allgäuer Molasse-Vorberge    | Der Findling besteht aus grobem, buntem Konglomerat der Kojenschichten. Erratische Blöcke aus Gesteinen der Unteren Süßwassermolasse sind im Bereich des Kemptener Gletschers sehr häufig zu finden. | 80 10 × 8                | Typ: Findling Art: Konglomerat                                                                                              | Block                          | bedeutend          | Naturdenkmal                                             |                                               |
| Sulzberger See SSW von Durach                                    | weitere Bilder | 780R021   | Sulzberg Position             | Iller-Lech-Jungmoränenregion | Toteis konservierte den Sulzberger See, der ein Überbleibsel des großen Raunser Eisstausees darstellt. Der See wird von spät- bis hochglazialen Schmelzwasserschottern begrenzt. Im heute verlandeten Seebereich sind Moore zu finden. | 495000 1100 × 450        | Typ: Toteisloch, Hochmoor Art: Schotter                                                                                     | kein Aufschluss                | bedeutend          | Naturdenkmal, Landschaftsschutzgebiet                    |                                               |
| Illertal NNW von Altusried                                       | weitere Bilder | 780R022   | Altusried Position            | Iller-Lech-Jungmoränenregion | Das hydrodynamisches Flusssystem wurde durch Staustufen beeinträchtigt. Der eindrucksvolle, ca. 70 m hohe Prallhang bei Kalden zeigt einen Einschnitt bis in die Obere Süßwassermolasse. | 70000 700 × 100          | Typ: Prallhang, Schichtfolge Art: Schotter, Mergelstein, Konglomerat                                                        | Prallhang/Flussbett/Bachprofil | bedeutend          | Landschaftsschutzgebiet, FFH-Gebiet                      |                                               |
| Ziegelberger Trompetental (SE-Teil) NE von Kraiberg              |                | 780R023   | Dietmannsried Position        | Iller-Lech-Jungmoränenregion | Das größte würmglaziale Trompetental im Allgäu dokumentiert den Schmelzwasserabfluss im Hochglazial (Würm), bis zur Umleitung ins heutige Iller-Lech-Tal (Südteil des Tales bis Landkreisgrenze). | 1000000 2000 × 500       | Typ: Trompetental Art: Schotter                                                                                             | kein Aufschluss                | bedeutend          | kein Schutzgebiet                                        |                                               |
| Nagelsteine NNW von Oberschwarzenberg                            |                | 780R024   | Oy-Mittelberg Position        | Iller-Lech-Jungmoränenregion | Es handelt sich um eine Anhäufung von großen Findlingen aus grober Molassenagelfluh der Unteren Süßwassermolasse. Die Blöcke stammen vermutlich aus dem südwestlich gelegenen Rottach-Berg-Gebiet und wurden durch den östlichen Seitenast des Iller-Gletschers abgelagert. | 54 9 × 6                 | Typ: Findling Art: Konglomerat                                                                                              | Block                          | bedeutend          | kein Schutzgebiet                                        |                                               |
| Riesenfindling Baltenstein SE von Betzigau                       |                | 780R025   | Betzigau Position             | Iller-Lech-Jungmoränenregion | In der Bachschlucht des Bannholzbaches liegen 3 große Findlinge. Der schönste hat ein Mauerwerk aus Bruchsteinen am Gipfel, bei dem es sich um einen mittelalterlichen Burgfried handeln könnte. Alle sind mit großen Bäumen bestockt. | 800 40 × 20              | Typ: Findling Art: Konglomerat                                                                                              | Block                          | bedeutend          | Bodendenkmal, FFH-Gebiet                                 |                                               |
| Eiszerfallslandschaft SE von Hochgreut                           |                | 780R026   | Betzigau Position             | Iller-Lech-Jungmoränenregion | Im überwiegend weidewirtschaftlich genutzten Gelände gelegen zeigt diese Eiszerfallslandschaft ein sehr unruhiges Relief. Mehrere, z. T. anmoorige Toteislöcher und ein ausgeprägter Kame-Hügel sind erkennbar. | 480000 800 × 600         | Typ: Eiszerfallslandschaft, Kames, Toteisloch Art: Schotter                                                                 | kein Aufschluss                | wertvoll           | FFH-Gebiet                                               |                                               |
| Moränenwall bei Seltmans                                         | weitere Bilder | 780R027   | Weitnau Position              | Allgäuer Molasse-Vorberge    | Moränenwall bei Seltmans, der sich deutlich von der ebenen Umgebung abhebt. | 48000 400 × 120          | Typ: End-(Wall-)Moräne Art: Moräne                                                                                          | kein Aufschluss                | bedeutend          | kein Schutzgebiet                                        |                                               |
| Molasselandschaft zwischen Niedersonthofen und Eckarts           |                | 780R028   | Waltenhofen Position          | Allgäuer Molasse-Vorberge    | Markante Landschaftsform aus Nordost-Südwest-gerichteten Molasserippen. Das Landschaftsbild ist geprägt durch eine Vielzahl länglicher Härtlingsrippen aus Konglomeraten der Steigbach- und Weißach-Schichten, lokal mit Mooren dazwischen. | 8000000 4000 × 2000      | Typ: Felskuppe, Gesteinsart Art: Konglomerat, Sandstein, Mergelstein                                                        | Felshang/Felskuppe             | wertvoll           | kein Schutzgebiet                                        |                                               |
| Nagelfluhrippen am Hochgrat NW von Balderschwang                 | weitere Bilder | 780R029   | Oberstaufen Position          | Allgäuer Molasse-Vorberge    | Im Bereich des Hochgrats treten Nagelfluhbänke landschaftsprägend aus den Hängen hervor. Großräumige Faltenstrukturen sind anhand der Härtlinge im Gelände deutlich zu erkennen. | 5000000 5000 × 1000      | Typ: Härtling, Schichtfolge, Karren/-felder Art: Konglomerat, Mergel, Sandstein                                             | Hanganriss/Felswand            | besonders wertvoll | Landschaftsschutzgebiet, FFH-Gebiet, Naturpark           | Bayerns schönste Geotope Nr. 77               |
| Glaziales Überlauftal bei Wuhr                                   |                | 780R030   | Haldenwang Position           | Iller-Lech-Jungmoränenregion | Über dieses Tal entwässerte der Überlauf des späthochglazialen Schmelzwassers, das sich im Zungenbecken der Wildpoldsrieder Zunge des Iller-Vorlandgletschers aufgestaut hatte, zur Iller hin. Seit dem Verlanden des Sees wird das Tal von der Leubas benutzt. Bei Wuhr befindet sich ein mittelalterlicher Damm. | 1011000 6740 × 150       | Typ: Bach-/Flusslauf Art: Moräne                                                                                            | Prallhang/Flussbett/Bachprofil | wertvoll           | kein Schutzgebiet                                        |                                               |
| Drumlinfeld NW von Bubenberg                                     |                | 780R031   | Durach Position               | Iller-Lech-Jungmoränenregion | Zwischen Betzigau und Herrmannsberg sind mehrere hohe, gut ausgebildete Drumlins zu finden. | 6000000 3000 × 2000      | Typ: Drumlin-/G.moränenfeld Art: Moräne                                                                                     | kein Aufschluss                | bedeutend          | kein Schutzgebiet                                        |                                               |
| Findling E von Bodelsberg                                        |                | 780R032   | Durach Position               | Iller-Lech-Jungmoränenregion | Auf der Ostseite des Bodelsberges befindet sich ein 4 m hoher, 6 × 4 m durchmessender Nagelfluh-Findling. An seinem höchsten Punkt befindet sich ein Kreuz. | 24 6 × 4                 | Typ: Findling Art: Konglomerat                                                                                              | Block                          | bedeutend          | kein Schutzgebiet                                        |                                               |
| Delta auf der Westseite des Niedersonthofener Sees               |                |           | Waltenhofen Position          | Allgäuer Molasse-Vorberge    | Am Westrand des Niedersonthofener Sees schüttet der Schrattenbach ein etwa 5 m in den See reichendes Delta auf. | 20 5 × 4                 | Typ: Schwemmfächer Art: Kies                                                                                                | kein Aufschluss                | bedeutend          | Landschaftsschutzgebiet                                  | Möglicherweise vom LfU gestrichen (Okt. 2018) |
| Schleierfälle in der Starzlachklamm NE von Sonthofen             | weitere Bilder | 780R034   | Sonthofen Position            | Allgäuer Alpen               | Am Ausgang der Schwarzachklamm befindet sich ein 12 m hoher Gleitwasserfall. Aufgeschlossen sind basale, mitteleozäne Stadschiefer über Nummulitenkalk. Nummulitenkalke sind im Allgäu sonst nur selten aufgeschlossen. An den wenigen Stellen wo sie zu finden wären, werden sie meist von Almwiesen überdeckt. | 100 10 × 10              | Typ: Wasserfall, Schichtfolge Art: Mergelstein, Kalkstein                                                                   | Prallhang/Flussbett/Bachprofil | wertvoll           | Naturdenkmal                                             |                                               |
| Hinanger Wasserfall ENE von Hinang                               | weitere Bilder | 780R035   | Sonthofen Position            | Allgäuer Alpen               | Östlich von Hinang durchfließt der Hinanger Bach eine Klamm aus würmeiszeitlichen Niederterrassenschottern. Dabei haben sich mehrere Wasserfälle ausgebildet, wovon die 12 m hohe Wasserfallstufe in einer Felsenge am höchsten Punkt der Klamm die beeindruckendste ist. Daneben rieselt das Wasser durch dichte Moosvorhänge. Entlang der Wände lagert sich Kalktuff ab, an der Basis befinden sich Sinterbecken und ausgehöhlte Bereiche. | 16000 160 × 100          | Typ: Wasserfall, Gesteinsart Art: Konglomerat, Kalktuff                                                                     | Hanganriss/Felswand            | wertvoll           | kein Schutzgebiet                                        |                                               |
| Burgstalltobel E von Sonthofen                                   |                | 780R036   | Sonthofen Position            | Allgäuer Alpen               | Die bis zu 30 m tiefe Klamm mit kleinen Wasserfällen ist durch einen Wanderweg erschlossen. Die Felswände bestehen aus Nummulitenkalken der Faltenzone des Unterrieds/Helvetikum. Daneben kommen Globigerinen-Mergel (Stadschiefer) und Oberstdorfer Grünsandstein vor. Im oberen Tobelbereich befinden sich zwei Trinkwasserfassungen. | 17500 350 × 50           | Typ: Klamm, Schichtfolge, Mineralien Art: Kalkstein, Mergelstein                                                            | Prallhang/Flussbett/Bachprofil | wertvoll           | kein Schutzgebiet                                        |                                               |
| Überschliffene Molasserippen zwischen Sulzberg und Rottach       |                | 780R037   | Sulzberg Position             | Allgäuer Molasse-Vorberge    | Das Landschaftsbild zwischen Sulzberg und Rottach wird durch von eiszeitlichen Gletschern überschliffenen, südwest-nordost gerichteten Härtlingsrippen aus Molasse-Konglomeraten geprägt. Die Molasserippen erstrecken sich auf ein Gebiet von mehreren Kilometern. | 6800000 4000 × 1700      | Typ: Gletscherschliff Art: Moräne, Konglomerat                                                                              | kein Aufschluss                | wertvoll           | FFH-Gebiet                                               |                                               |
| Höhenrücken zwischen Iller und Niedersonthofener See             |                | 780R038   | Waltenhofen Position          | Iller-Lech-Jungmoränenregion | Der hohe, langgestreckte Höhenrücken verläuft parallel zur Iller. Seine Oberfläche ist durch Drumlins und Toteislöcher gekennzeichnet. In seinem Kern besteht er aus Vorstoßschottern und älteren pleistozänen Ablagerungen. Bei Buch befindet sich eine Kiesgrube mit geschichtetem, den Vorstoßschottern zugehörigem Kies. | 4800000 6000 × 800       | Typ: Drumlin-/G.moränenfeld, Rutschung Art: Kies, Konglomerat                                                               | kein Aufschluss                | wertvoll           | kein Schutzgebiet                                        |                                               |
| Karstlandschaft der Gottesackerwände WSW von Oberstdorf          | weitere Bilder | 780R039   | Oberstdorf Position           | Allgäuer Alpen               | Die langgezogenen Felsriegel der Oberen und Unteren Gottesackerwände entstanden aus dem Aufbrechen durch Erosion von nach Norden überkippten Sätteln aus Schrattenkalk. Südseitig liegen hinter den Wänden flach einfallende Plateaus mit zahlreichen Karsterscheinungen: Karren, Dolinen, Höhlen. Zwischen Oberen und Unteren Gottesackerwänden bildet der Torkopf den überkippten Nordflügel eines Sattels mit senkrecht stehendem Schrattenkalk. Dazwischen treten im Sattelkern die unterlagernden Drusbergschichten (und teils Kieselkalk) zutage und in den Mulden Grünsandsteine der Garschella-Formation bis zu den mergeligen Amdener Schichten. Die wasserstauenden Mergel in den als Täler ausgeräumten Sattel- und Muldenkernen erlauben die Almwirtschaft. Das Gebiet der Gottesackerwände ist über das Mahdtal (Kleinwalsertal) oder aus dem Rohrmooser Tal zu erwandern. | 5610000 3300 × 1700      | Typ: Karren/-felder, Falte/Mulde/Sattel, Schichtfolge Art: Kalkstein, Mergelstein, Sandstein                                | Hanganriss/Felswand            | wertvoll           | Naturschutzgebiet, FFH-Gebiet, Vogelschutzgebiet         |                                               |
| Steigbach-Schichten im Gschwender Tobel WNW von Immenstadt       |                | 780R040   | Immenstadt im Allgäu Position | Allgäuer Molasse-Vorberge    | Vom Parkplatz (gebührenpflichtig) im Ortsteil Gschwend sind es keine 10 Minuten zum Fuß des Wasserfalls im unteren Gschwender Tobel. Der Tobelbach stürzt ca. 20 m über mehrere Stufen aus Konglomeraten (Nagelfluh) und Sandstein. An seinem Fuß stehen Mergel an. Das Profil zeigt damit einen Querschnitt durch die Gesteinsfolgen, die im Wechsel die hier insgesamt weit über 1.000 m mächtigen Steigbach-Schichten der Unteren Süßwasser-Molasse aufbauen. | 12000 600 × 20           | Typ: Wasserfall, Schichtfolge Art: Mergel, Sandstein, Konglomerat                                                           | Prallhang/Flussbett/Bachprofil | wertvoll           | Naturpark                                                |                                               |
| Karstlandschaft von Gottesackerplateau und Hohem Ifen            |                | 780R041   | Oberstdorf Position           | Allgäuer Alpen               | Das Gottesackerplateau nördlich des Hohen Ifen (2230 m) ist eine der faszinierendsten Karstlandschaften des Alpen- raums. Auf der kahlen oder mit Latschen bestandenen Hochfläche aus Schrattenkalk sind neben tiefen Spalten ent- lang sich kreuzender Störungen eine Fülle von Karrenformen zu sehen: Rillenkarren, Rinnenkarren, Kluftkarren. An der Gottesacker-Alpe sind im Muldenkern und stellenweise in fossilen Karsttaschen Sandsteine der überlagernden Brisi-Subformation anzutreffen. Der Graswuchs auf den lehmigen Verwitterungsrückständen der glaukonitreichen Sandsteine erlaubte hier überhaupt erst eine - inzwischen längst eingegangene - Almwirtschaft. Das Gottesacker- plateau ist vom Kleinwassertal ab der Mittelstation der Ifenbahn, über das Mahdtal oder vom Rohrmooser Tal aus über Windeck- und Toreckscharte zu erreichen. Die Begehung des Gottesackerplateaus erfordert dauernde Aufmerk- samkeit: Der Wanderweg auf dem Fels verläuft oft neben und zwischen tiefen Spalten. Daher die lange Tour nur bei schönem und stabilem Wetter unternehmen, sorgfältig den Markierungen folgen und reichlich zu trinken mitnehmen!          | 4050000 2700 × 1500      | Typ: Karren/-felder, Karstschlot, Karstspalte Art: Kalkstein, Sandstein                                                     | sonstiger Aufschluss           | besonders wertvoll | Naturschutzgebiet, FFH-Gebiet, Vogelschutzgebiet         |                                               |
| Hirschsprung S von Obermaiselstein                               | weitere Bilder | 780R042   | Obermaiselstein Position      | Allgäuer Alpen               | Der Hirschsprung an der Straße Obermaiselstein - Tiefenbach ist nicht etwa ein technisch geschaffener Straßendurchbruch, sondern ist die inzwischen trockengefallene Klamm einer älteren Breitach. Das Tal von Tiefenbach zum Hirschsprung dürfte im Riß-Würm-Interglazial (126.000 - 115.000 vor heute) geschaffen worden sein. Am Hirschsprung ist eine Seitenverschiebung von etwa 100 m Versatz mit Harnischstreifen und begleitenden Klüften zu sehen. Sie bildete die Schwächezone, an der die Erosion angreifen konnte. Der Fuhrweg durch den Hirschsprung war jahrhundertelang bis zum Bau der Breitachtalstraße die einzige Verbindung von Tiefenbach nach Oberstdorf. Zum Namen des Hirschsprungs gibt es zwar eine Legende von einem flüchtenden Hirsch, der die 20 m breite Klamm übersprang, wahrscheinlicher ist aber, dass der erste Kartograph den Ürschprüng (Ursprung des Riedbaches unterhalb) der Einheimischen falsch verstand. Der Riedbach weist schöne Mäander auf. 2011 erfolgte am Hirschsprung ein Felssturz von etwa 200 m³, der eine Straßensperrung und nachfolgende Sanierung nötig machte.                                              | 3000 150 × 20            | Typ: Klamm Art: Kalkstein                                                                                                   | Hanganriss/Felswand            | wertvoll           | Landschaftsschutzgebiet, Naturpark                       |                                               |
| Buchenegger Wasserfälle SE von Oberstaufen                       | weitere Bilder | 780R043   | Oberstaufen Position          | Allgäuer Molasse-Vorberge    | Die Weißach stürzt in einer engen Schlucht durch zwei übereinander liegende Wasserfälle rund 20 Meter hinab. Die Fälle werden durch steilstehende Nagelfluhrippen verursacht. Neben den Fällen sind relativ große, eindrucksvolle Felswände aus Nagelfluh zu sehen. Unterhalb des unteren Falles befindet sich eine große, landschaftlich sehr schöne Gumpe. Die Buchenegger Wasserfälle sind über ausgeschilderte Wanderwege von Buchenegg und von Steibis aus erreichbar. | 1000 50 × 20             | Typ: Wasserfall, Schlucht, Felswand/-hang, Gesteinsart Art: Konglomerat                                                     | Prallhang/Flussbett/Bachprofil | wertvoll           | FFH-Gebiet, Naturpark                                    |                                               |
| Nagelfluhfelsen am Siplingerkopf                                 |                | 780R044   | Blaichach Position            | Allgäuer Molasse-Vorberge    | Im Bereich des Siplingerkopfes stehen die Schichten der Weißach-Formation nahezu senkrecht. Der Wechsel von verwitterungsresistenten, grobkörnigen Konglomerat-Lagen und leichter erodierbaren feinkörnigen Sandstein-Lagen hat hier dazu geführt, dass die Konglomerate als Rippen und Felstürme herauspräpariert wurden. Besonders spektakulär sind die Siplinger Nadeln im Nordgrat des Siplingerkopfes und die Felsrippen und Schluchten in der Ostflanke. | 360000 600 × 600         | Typ: Felsturm/-nadel, Härtling Art: Konglomerat                                                                             | Felshang/Felskuppe             | wertvoll           | Landschaftsschutzgebiet, FFH-Gebiet, Naturpark           |                                               |
| Helvetikum am Scheuenwasserfall SSE von Balderschwang            | weitere Bilder | 780R045   | Balderschwang Position        | Allgäuer Alpen               | Auf dem Weg von der Scheuenalpe zum Scheuenwasserfall ist im Westen an den Gauchenwänden der typische Baustil der helvetischen Decken mit der steilen Nordflanke einer Faltenstirn zu sehen. Nach Süden zu folgt darauf - oberhalb der Wand, nicht zu sehen - eine flache Sattelflanke. Nahe dem Wasserfall verläuft der Wanderweg unter einer Wand aus Schrattenkalk, der kurz vor der Fallstufe an einer Verwerfung nach Süden zurückversetzt ist. Dadurch fällt das Wasser des Falls über Glaukonitsandsteine der Garschella-Formation. In normaler Lagerung würden sie auf dem Schrattenkalk liegen, hier stehen sie - steilgestellt - vor dem Schrattenkalk. Als harte Sandsteine sind sie an den kantigen Spitzen, auf die das Wasser fällt und an braunen Verwitterungsfarben erkennbar. Im Bachbett am Fuß des Wasserfalls ist Seewer Kalk kartiert. Die dunklen Tonmergelsteine auf der westlichen Bachseite gehören in die Amden-Formation. | 5000 100 × 50            | Typ: Wasserfall, Schichtfolge Art: Mergel, Kalkstein, Sandstein                                                             | Hanganriss/Felswand            | wertvoll           | FFH-Gebiet, Vogelschutzgebiet, Naturpark                 |                                               |
| Hangrutsch am Immenstädter Horn S von Immenstadt                 |                | 780R046   | Immenstadt im Allgäu Position | Allgäuer Molasse-Vorberge    | Nach starken Niederschlägen traten im September 2005 über dem Zugang zum Steigbachtobel bei 950 m ü. NN erste hangparallele Risse auf. Im März 2006 beschleunigten sich die Bewegungen dramatisch. Es entstand ein deutlich sichtbarer Anbruchbereich. Sturz- und Rutschmassen bewegten sich abwärts und lösten dort, wo sie zum Liegen kamen, durch ihre Auflast eine sekundäre Hangbewegung aus. Der Schuttstrom gefährdete den Hochbehälter der Wasserversorgung von Immenstadt und zerstörte die Wasserleitungen von den Trinkwasserquellen im Steigbachtal. Die Zufahrt ins gesamte Steigbachtal war unterbrochen. Es bestand die Gefahr eines Aufstaus des Steigbachs mit der möglichen Folge einer Mure bis ins Stadtgebiet von Immenstadt. Durch umfangreiche Baumaßnahmen wurden die Gefahren weitgehend beseitigt. Der entwaldete Hang ist noch immer weithin sichtbar. | 48000 400 × 120          | Typ: Rutschung Art: Konglomerat, Sandstein, Mergel                                                                          | Hanganriss/Felswand            | wertvoll           | Naturpark                                                |                                               |
| Steigbach-Schichten am Osterdorfer Wasserfall E von Oberstaufen  | weitere Bilder | 780R047   | Oberstaufen Position          | Allgäuer Molasse-Vorberge    | Der Osterdorfer Wasserfall stürzt über eine Felsstufe aus Konglomerat der Steigbach-Schichten etwa 35 m in die Tiefe. Der Wasserfall kann trockenen Fußes hintergangen werden. Das Wasser stürzt über die steil in den Hang einfallenden Konglomerate (Nordflügel der Horn-Mulde) auf weiche Mergel. | 5000 100 × 50            | Typ: Wasserfall Art: Konglomerat                                                                                            | Hanganriss/Felswand            | wertvoll           | Naturpark                                                |                                               |
| Würmzeitliche Ufermoräne bei Hagspiel                            |                | 780R048   | Oberstaufen Position          | Allgäuer Molasse-Vorberge    | Auf einer Geländehöhe um 975 m hat der Weißach-Lobus des würmzeitlichen Bregenzer-Ach-Gletschers bei Hagspiel eine perfekt ausgebildete Ufermoräne hinterlassen. Ufermoränen sind die Relikte von Seitenmoränen nach dem Abschmelzen des Gletschers. Sie zeigen eine steile, zum Eis weisende Seite. Nach NE schließt sich an den Moränenwall eine Nagelfluhrippe der Steigbach-Schichten an. Auf dem Moränenrücken steht eine Kapelle. | 137500 550 × 250         | Typ: End-(Wall-)Moräne Art: Kies, Schluff                                                                                   | sonstiger Aufschluss           | wertvoll           | Naturpark                                                |                                               |
| Postglaziale Großrutschung E von Aach                            |                | 780R049   | Oberstaufen Position          | Allgäuer Molasse-Vorberge    | Westlich von Aach liegen auf einer Fläche von 1,4 km² umfangreiche Rutschmassen aus Molasse vermengt mit Glazialsedimenten. Die Abbruchkante liegt bei 900 bis 1000 m ü. NN oberhalb des Langholzes in Steigbach-Schichten. Der Rutschbereich ist durch eine extrem unruhige Morphologie mit zahlreichen Nackentälchen und abflusslosen Senken gekennzeichnet. In den Gerinnen fließt nur abschnittsweise Wasser, da es immer wieder im Untergrund versickert. Die Rutschung aus dem Oberhang muss im Talbereich feinkörnige Seesedimente mit überfahren und teilweise eingearbeitet haben. Entlang der Weißach nordöstlich von Aach ist eine sekundäre Abbruchkante zu beobachten, an der die Rutschmasse mit den unterlagernden Seetonen angebrochen ist. | 2250000 1500 × 1500      | Typ: Rutschung Art: Mergel, Ton                                                                                             | sonstiger Aufschluss           | bedeutend          | kein Schutzgebiet                                        |                                               |
| Kojen-Schichten am Krebswasserfall WSW von Oberstaufen           |                | 780R050   | Oberstaufen Position          | Allgäuer Molasse-Vorberge    | Der Wasserfall der Weißach bei Krebs wird durch eine Konglomeratbank in den Kojen-Schichten verursacht. Mehr als 600 m weit wird der Fluss oberhalb zwischen Konglomeratbänken geführt, ehe er es schafft, an einem Wasserfall die Barriere zu überwinden. Die Stufe, über die das Wasser eher gleitet als fällt, fällt mit der Schichtung ein. Dadurch sind die Sandsteine und Mergel auf und zwischen den Konglomeraten deutlich zu sehen. Vom Wasser mitgeführter Sand und Steine haben Strudeltöpfe ausgeschliffen. Bei den Feinsedimenten, die am Ufer im ruhigen Bereich unterhalb des Wasserfalls zu sehen sind, kann es sich um die Seetone handeln, die bei Aach entlang der Weißach unter würmzeitlicher Moräne und Schotter festgestellt wurden. Im oberen Bereich sind sie durch Rutschungsvorgänge durchbewegt (Geotop 780R049). | 2500 50 × 50             | Typ: Wasserfall, Kolk Art: Konglomerat, Sandstein, Mergelstein                                                              | Prallhang/Flussbett/Bachprofil | wertvoll           | kein Schutzgebiet                                        |                                               |
| Kojen-Schichten an den Eibele-Wasserfällen WSW von Oberstaufen   |                | 780R051   | Oberstaufen Position          | Allgäuer Molasse-Vorberge    | Zum oberen Eibele-Wasserfall überquert man nach der Eibelemühle das Brückchen nach Vorarlberg und wendet sich dann direkt rechts. Das Wasser des mehrstufigen Falls stürzt über Nagelfluhrippen der Kojen-Schichten. Die zwischen den Konglomeraten liegenden Sandsteine und Mergel sind am Rande des Beckens unter dem Fall aufgeschlossen. Der Weg zum unteren Wasserfall führt am Eibelesee vorbei hinunter zum Kraftwerk. Am Weg ist die Nagelfluhrippe in den Kojen-Schichten aufgeschlossen, über die weiter westlich auch der Krebswasserfall (Geotop 780R050) fällt. Im Normalbetrieb, wenn fast alles Wasser abgeleitet wird, ist die vom Kraftwerk aus sichtbare Gleitfläche des Wassers fast trocken. Die Fläche ist Schichtfläche und zeigt damit das Einfallen der Schichtfolge an. | 50000 500 × 100          | Typ: Wasserfall Art: Konglomerat, Sandstein, Mergelstein                                                                    | Prallhang/Flussbett/Bachprofil | wertvoll           | kein Schutzgebiet                                        |                                               |
| Flysch des Faltenbachtobels E von Oberstdorf                     |                | 780R052   | Oberstdorf Position           | Allgäuer Alpen               | Der Faltenbach überwindet in einem Tobel mit Wasserfall die 430 Höhenmeter, die zwischen dem Hängetal der Seealpe und dem Trettachtal liegen. Der Talboden des Seealptales hängt so hoch über dem Trettachtal, weil der Gletscher in dem Nebental nicht die Eishöhe und damit nicht die Kraft hatte, sich so einzutiefen, wie der Gletscher im Haupttal. Beim Einstieg in den Tobel von Oberstdorf aus stehen Wechsellagerungen von Kalksandsteinen mit Mergeln der Tristel-Formation an. Über diese Schichten fällt auch der 12 m hohe Faltenbach-Wasserfall. Nach einer Tafel zu einer liegenden Gesteinsfalte in der Tristel-Formation (Geologischer Lehr- und Wanderpfad Oberstdorf - Nebelhorn) beginnt die Quarzsandstein-Tonmergel-Wechselfolge der Rehbreingraben-Formation (Quarzit-Serie). Der Steig verlässt den Tobel und führt auf einer Baustraße zum neuen Kraftwerk. An der Straße mussten nach einem Hangrutsch die Sandsteine der Reiselsberg-Formation mit Ankern und Netzen gesichert werden. Im Hang darüber stehen Aptychenschichten der Arosa-Zone an.                                                                                           | 80000 1000 × 80          | Typ: Klamm, Wasserfall, Schichtfolge Art: Sandstein, Mergelstein                                                            | Prallhang/Flussbett/Bachprofil | bedeutend          | Landschaftsschutzgebiet                                  |                                               |
| Hangrutsch am Illersteilhang N von Altusried                     |                | 780R053   | Dietmannsried Position        | Iller-Lech-Jungmoränenregion | Am Steilhang der Iller gegenüber Fischers, 2,7 km N von Altusried, hat sich 2012 ein Hangrutsch gelöst. Etwa 30.000 m³ Masse glitten bergab bis an die Iller. Zahlreiche Bäume stürzten um und liegen noch heute auf der Fläche. An der Abrisskante sind Mergelsteine und Konglomerate der Oberen Süßwassermolasse freigelegt. Der Hangrutsch ist im aktuellen (Feb. 2017) Digitalen Geländemodell aus der Laserscan-Befliegung von 2009 (Abb. 4) noch nicht sichtbar. Dagegen zeichnet sich sehr schön ein älterer Hangrutsch unmittelbar östlich davon ab. Dieser ist wiederum aufgrund seiner Bewaldung vom Gegenhang aus für das Auge nicht erkennbar. Beide Rutschungen sind als Georisk-Objekte erfasst. Rutschungen an den übersteilen und vom Fluss an der Basis erodierten Molassehängen des Illertals sind nicht selten. Die Burg Alt-Kalden, 1,3 km weiter westlich auf einem Sporn zwischen Iller und Kaldener Tobel gelegen, musste schon vor 1500 aufgrund von Substanzverlusten durch Rutschungen aufgegeben werden. Von dem ehemaligen Standort ist heute nur noch ein schmaler Grat übrig.                                                             | 14400 120 × 120          | Typ: Rutschung, Gesteinsart Art: Konglomerat, Mergelstein                                                                   | Prallhang/Flussbett/Bachprofil | wertvoll           | Landschaftsschutzgebiet, FFH-Gebiet                      |                                               |
| Felssturz am Rubihorn NW von Oberstdorf                          |                | 780R054   | Oberstdorf Position           | Allgäuer Alpen               | Unterhalb der Nordflanke des Rubihorns zeugt ein Blockschuttareal, das sich vom Fuß der Steilwand bei ca. 1.400 m bis zum Gaisalpbach erstreckt und dort eine Breite von 600 m erreicht, aufgrund seiner Zusammensetzung mit altem und frischem Schutt von alten und jungen Sturzereignissen. Die Felsblöcke haben sich vom Grat der Steilwand bei 1.720 m oder aus dem Wandbereich selbst gelöst. Der Schuttkegel wird von Steinen und Blöcken aufgebaut, die eine Größe von bis zu 2 m³ erreichen. Zwischen ca. 1.500 m und 1.720 m löste sich Anfang Juli 1987 ein großer Felssturz mit einer Kubatur von rund 50.000 m³. Das frische Felssturzmaterial bedeckt heute den größten Teil des Schuttkegels. Im Abbruchbereich sind am Grat auch heute noch große, aufgelockerte, absturzgefährdete Partien zu beobachten. Hinter dem Grat lassen sich offene Spalten finden. Der Schuttkegel, der bereits vor dem letzten Sturzereignis bestanden hat, zeugt von den instabilen Verhältnissen im gesamten Wandbereich. Die starke Zerklüftung des Hauptdolomites ist Ursache dafür.                                                                                     | 231000 660 × 350         | Typ: Felssturz Art: Schotter                                                                                                | Hanganriss/Felswand            | wertvoll           | Landschaftsschutzgebiet                                  |                                               |
| Schleierfall SE von Bad Oberdorf                                 |                | 780R055   | Bad Hindelang Position        | Allgäuer Alpen               | Der Schleier an Wasser, der über die etwa 20 m hohe Felswand aus Hauptdolomit herunterfällt, wird unmittelbar nach einem Starkregen zu einem wuchtigen Wasserfall. An der Schluchtwand zeigt sich der Hauptdolomit schön aufgeschlossen mit unterschiedlichen Bankmächtigkeiten. | 4375 125 × 35            | Typ: Wasserfall, Schlucht Art: Dolomitstein                                                                                 | Prallhang/Flussbett/Bachprofil | bedeutend          | Landschaftsschutzgebiet                                  |                                               |
| Dolinenreihen an der Drehersalpe SW von Missen                   |                | 780R056   | Missen-Wilhams Position       | Allgäuer Molasse-Vorberge    | Den Wanderweg von der Drehersalpe zur Baldaufalpe kreuzen bemerkenswerte Dolinenreihen. Die wie auf einer Perlenkette aufgereihten Dolinen folgen dem Streichen der Steigbach-Schichten. Da in den Steigbach-Schichten der Salmaser Schuppe nur noch wenige Gerölllinsen oder Nagelfluhbänke auftreten, kann die andernorts beobachtete Verkarstung von Konglomeraten aus überwiegend karbonatischen Geröllen hier nicht die Ursache der Dolinenbildung sein. Hier wird wohl der von Scholz & Strohmenger beschriebene Mechanismus wirksam gewesen sein: Auf Klüften von Sandsteinen zwischen den überwiegenden Mergeln der Schichtfolge haben sich Wasserwegsamkeiten ausgebildet. Durch Hangbewegung und Kalklösung sind diese Klüfte so erweitert, dass sie ein Dränagesystem für das Oberflächenwasser bilden. Mulden, in denen Wasser versickert, erweitern sich durch verstärkte Kalklösung, Wegführung von Feinmaterial der aufgeweichten Mergel und Nachsackung zu Pseudo-Dolinen. | 59500 350 × 170          | Typ: Dolinenfeld Art: Mergelstein, Sandstein                                                                                | Doline/Erdfall                 | wertvoll           | kein Schutzgebiet                                        |                                               |
| Kare am Wertacher Hörnle                                         |                | 780R057   | Wertach Position              | Allgäuer Alpen               | Das Wertacher Hörnle ist ein leichter und beliebter Wanderberg, berühmt für seine Aussicht und für die Alpenrosenblüte im Frühsommer. Während der letzten Eiszeit ragte der Berg als Nunatak aus den Eisströmen, die die Alpen verließen, heraus. Eine Lokalvergletscherung bildete die beiden Kare des Kessels und des Hörnlesees aus. Das Wertacher Hörnle ist aus eng verfalteten Sandsteinen der Reiselsberg-Formation und Kalk- bis Tonmergelsteinen der Piesenkopf-Formation aufgebaut. Den Einband von J. Bauers Geologisch-botanische Wanderungen im Allgäu (1983) schmückt das Foto einer Falte im Flyschgestein mit Alpenrosen vom Wertacher Hörnle (Abb. 4). Aufzufinden war die Falte heute nicht mehr. | 280000 700 × 400         | Typ: Kar, Schichtfolge, Falte/Mulde/Sattel Art: Kalkmergelstein, Tonmergelstein, Sandstein                                  | kein Aufschluss                | wertvoll           | Landschaftsschutzgebiet                                  |                                               |
| Terrassen der Weißach SW von Oberstaufen                         |                | 780R058   | Oberstaufen Position          | Allgäuer Molasse-Vorberge    | Zwischen Oberstaufen-Weißach und Steinebach hat die Eintiefung der Weißach in postglaziale Schotter eindrucksvoll geformte Terrassen hinterlassen. Während der Würmeiszeit schob sich hier noch die Weißachzunge des Bregenzer-Ach-Gletschers in Richtung des heutigen Oberstaufen vor. Sie hat ein Trogtal mit Grundmoräne hinterlassen, auf der mit der nacheiszeitlichen Eintiefung der Weißach in die Nagelfluhkette bei Steibis Schotter abgelagert wurden. | 390000 1500 × 260        | Typ: Terrasse Art: Schotter                                                                                                 | kein Aufschluss                | bedeutend          | Naturpark                                                |                                               |
| Riesenfindling Der Stein bei Stein SE von Betzigau               |                | 780R059   | Betzigau Position             | Iller-Lech-Jungmoränenregion | Vermutlich hat der mehrfach zerbrochene Riesenfindling, der im Talgrund nordöstlich von Stein liegt, der Ortschaft ihren Namen gegeben. Nach Müller (2011) ist der Findling aus Molassekonglomerat mit ca. 3.300 m³ (8.580 t) der größte im Kempter Wald. Es sollen sich Bohrlöcher an dem Stein befinden und seine ursprüngliche Größe wird mit 11.000 t angenommen. Der Findling ist nicht ausgeschildert und nur weglos erreichbar. | 900 30 × 30              | Typ: Findling Art: Konglomerat                                                                                              | Block                          | bedeutend          | FFH-Gebiet                                               |                                               |